# Podslivnica
Podslivnica je naselje u slovenskoj Općini Cerknici. Podslivnica se nalazi u pokrajini Notranjskoj i statističkoj regiji Notranjsko-kraškoj. 

## Stanovništvo
Prema popisu stanovništva iz 2002. godine naselje je imalo 24 stanovnika.